# Rotbraune Kohlenbeere
Die Rotbraune Kohlenbeere (Hypoxylon fuscum) ist eine Pilzart aus der Familie der Holzkeulenverwandten (Xylariaceae). Sie ist in Europa weit verbreitet.

## Merkmale
Die Fruchtkörper (Stromata) erreichen einen Durchmesser von drei bis fünf Millimetern und eine Höhe zwischen einem und drei Millimetern. Sie sind unregelmäßig halbkugelig bis flach polsterförmig oder eingedellt. Am Substrat sind sie breit angewachsen. Die Oberfläche ist durch die Perithecien rau bis höckerig. Sie ist zunächst purpurbraun, später braunschwarz gefärbt. Das Innere (Endostoma) ist dunkel purpurschwarz bis schwarz getönt.
Die Sporen messen 12 bis 15 mal 5 bis 7 Mikrometer. Sie sind glatt und an einer Seite abgeflacht.

## Artabgrenzung
Makroskopisch und mikroskopisch besonders ähnlich ist Hypoxylon porphyreum. Sie ist boreal verbreitet und auf Eichen (Quercus) beschränkt. Außerdem sind ihre Sporen nur 4 bis 5 Mikrometer breit.

## Ökologie
Rotbraune Kohlenbeere ist das ganze Jahr über an toten, berindeten oder entrindeten Ästen und Stämmen verschiedener Laubhölzer, besonders Hasel (Corylus avellana) und Erlen (Alnus), zu finden. Dabei erscheint sie oft in kleinen oder großen Gruppen.